# HIRO (ヒューマンビートボクサー)
HIRO (ヒロ、1998年8月24日 - )は、日本のヒューマンビートボクサー。

## 経歴
ハモネプのボイパリーグにてヒューマンビートボックスの存在を知る。実兄が高校の文化祭で演奏していたアカペラのパーカッションに衝撃を受け、中学の時に本格的に練習を始める。
Japan Beatbox Championship 2017 ソロバトル部門にてベスト8という結果を残す。
2017年10月に開催された全国型イベント「Boost」札幌大会では決勝で相方のFugaと対峙し、延長戦の末優勝。
Asia Beatbox Championship 2017に師匠と仰ぐTATSUAKIの推薦枠での出場が決まっていた。さらにSHOW-GOの出場も確実視されていたことから、同じく北海道出身のビートボクサーFugaとタッグチーム「Rofu」を結成し、タッグ部門でのワイルドカードの応募動画を投稿する。大会の最終成績はベスト8であった。
2018年3月18日に札幌で開催されたBoostの総合大会「Grand Boost Championship Vol.2」にて優勝し、2代目総合優勝を果たす。
2018年4月、TATSUAKIの声掛けによりSHOW-GO、Fugaとともに4人組ビートボックスクルー「4thGAS」を結成し、各地でライブ等を行う。
Asia Beatbox Championship 2018にRofuとして出場し、iLLDEMに勝利して日本人タッグ初のアジア優勝を果たす。
RofuとしてGrand Beatbox Battle2020タッグ部門のワイルドカードへ応募し、繰り上げで出場権を得る。コロナウイルスの流行により大会が延期となるも、翌年にポーランドで開催されたGrand Beatbox Battle2021で第3位という結果を残す。

## 評価
- 「バトルで自分の土俵に乗ってきた相手を仕留めにかかった時の爆発力は世界でも通用するレベルだと思います。繊細なテクニックに重低音を重ねるような見せ方をよくするので、玄人にもそうでない人にも確実にうけるようなビートボックスです。一つ一つの音にブレス系の音が混ざっているのでマイクへの入りがめちゃめちゃ良くて、動画で聞いているよりも現場で聞いた時のほうが映えるビートボクサーなんですよね[6]。」- momimaru
- 「（サブベースについて）ピッチ感が完璧なんですよね。声帯を使ってないのに音を綺麗に当てるっていう技術がまず凄すぎる[7]。」- 寒ブリ
- 「（サブベースについて）ボーをただ重いえぐい音と捉えないで、音楽の一部だと。ピッチを当ててメロディを作ろうと。さすがっすわ。」- かわむー

## 大会実績
| 大会名                          | 結果    |
| ------------------------------- | ------- |
| Japan Beatbox Championship 2017 | ベスト8 |
| Boost 札幌大会                  | 優勝    |
| Grand Boost Championship vol.2  | 優勝    |